# Radykalna ortodoksja
Radykalna ortodoksja – chrześcijański prąd filozoficzny i teologiczny, który przy pomocy filozofii postmodernistycznej stara się odrzucić paradygmat nowoczesności. Ruch narodził się latem 1997 roku w środowisku wykładowców i studentów Cambridge Faculty of Divinity. Jego nazwa pochodzi od zbioru esejów pod redakcją Johna Milbanka, Catherine Pickstock i Grahama Warda – Radical Orthodoxy: A New Theology (Routledge, 1999). Pomimo że główni założyciele nurtu są związani z Kościołem anglikańskim, rozprzestrzenił się on również wśród filozofów i teologów innych denominacji.

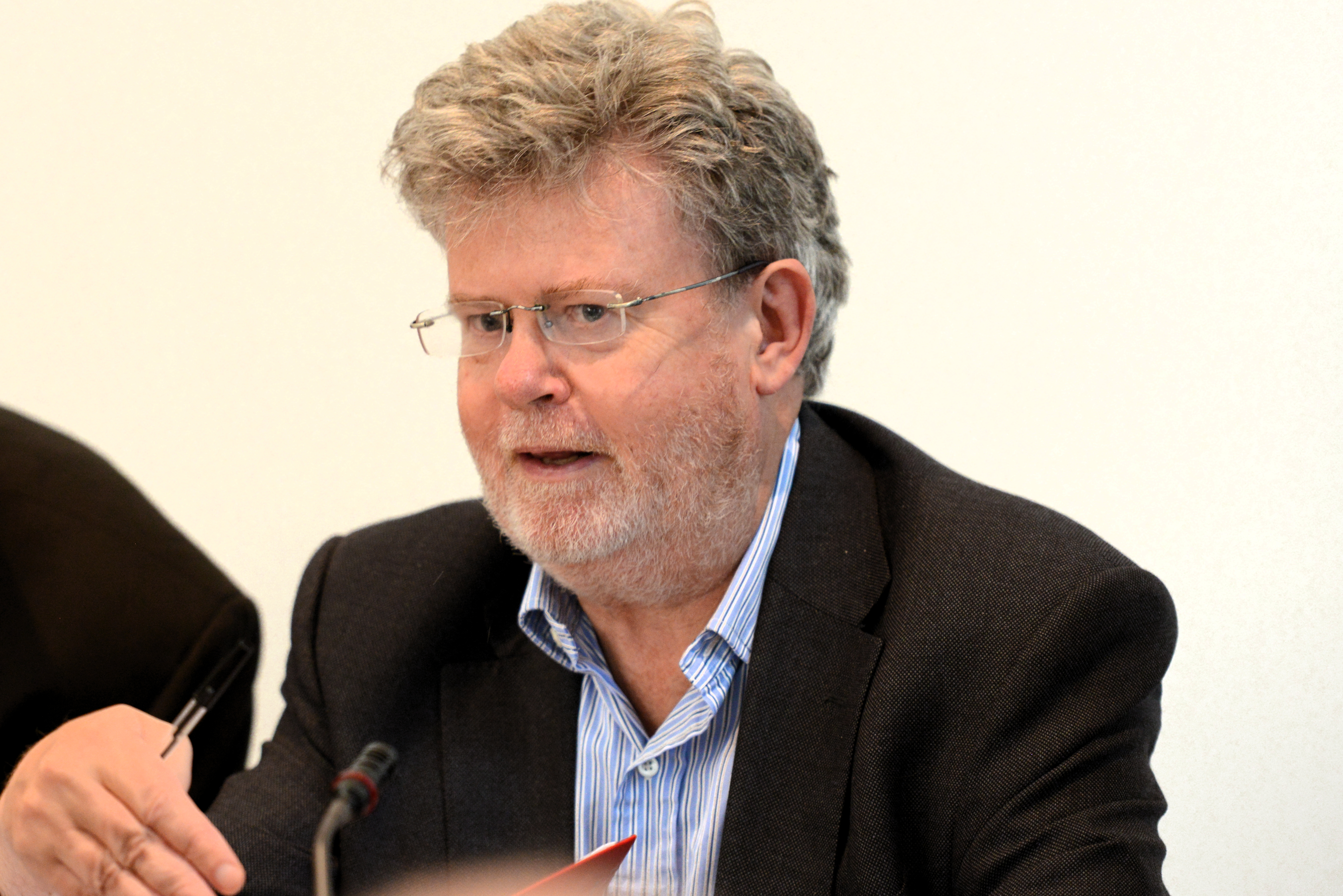
John Milbank, jeden z fundatorów ruchu

## Centralne idee
Jak twierdzi James K. A. Smith, u podstaw radykalnej ortodoksji leży wezwanie do ponownego ustanowienia teologii „królową nauk”. Z kolei John Milbank podsumował założenia ruchu w siedmiu wzajemnie powiązanych punktach: 
1. Należy odrzucić jasne rozróżnienie pomiędzy wiarą i rozumem bądź rozumem i objawieniem. Natura człowieka może być w pełni ujęta wyłącznie przez odniesienie do jej Boskiego przeznaczenia, a ludzka wiedza – przez odwołanie do Bożej iluminacji.
2. Także świat może zostać w pełni zrozumiany wyłącznie jako uczestniczący w bycie, prawdzie, dobroci i jedności Boga. Jako odnowiony Bożą łaską, stopniowo odsłania on przed nami naturę swego Stwórcy, choć nigdy nie doprowadzi nas do ujęcia jej pełni.
3. Tym uczestnictwem cechują się także wytwory rąk ludzkich – na przykład kultura, społeczność, język, historia, technologia. Człowiek poprzez swoją wytwórczość ma udział w Bożym akcie twórczym, który rozwija i spełnia.
4. Teologia opiera się na teurgii, współpracy między Bogiem a człowiekiem, która jednak w całości jest dziełem Bożym (za Pseudo-Dionizym Areopagitą, współczesną teologią rosyjską oraz Williamem Amesem(inne języki)). Dlatego też ludzkie próby myślenia o Bogu ustępują miejsca liturgii – kolektywnemu działaniu i współdzieleniu, które otwiera na przyjęcie Bożej łaski.
5. Należy odrzucić nihilistyczną konkluzję postmodernistów, że jedyną prawdą jest brak prawdy. Niemożność odnalezienia prawdy w świecie skończonym powinna skłaniać człowieka do poszukiwania jej w perspektywie wieczności – wieczna prawda jest dla niego osiągalna, gdyż może uczestniczyć w niej poprzez wiarę. Ponadto Bóg stając się człowiekiem, stał się dla ludzi prawdą istniejącą w czasie. Echa tego wydarzenia rozbrzmiewają w każdym aspekcie rzeczywistości, ale najpełniej wybrzmiewają w Kościele.
6. Jedynie wiara i uczestnictwo w transcendencji faktycznie utwierdza nas w poczuciu realności materii i ciała. Bowiem bez Boga człowiek dostrzega wszędzie nicość – śmierć jest dla niego bardziej realna niż życie, a abstrakcja staje się jedyną rzeczywistością. Bóg tymczasem przekracza ciało, lecz jest niejako bardziej ciałem niż ciało. Dlatego też radykalna ortodoksja dowartościowuje ciało, seksualność, zmysłowość i piękno, stwierdzając jednak, że asceza jest konieczna dla utrzymania tego wartościowania.
7. Jeżeli człowiek uczestniczy w naturze Boga, to uczestniczy także w bycie świata stworzonego oraz w bycie innych ludzi. Z tego powodu wspólnotowy wymiar zbawienia jest równie istotny, co wymiar kosmiczny. Teologia zachęca do teurgii, której celem jest wyzwolenie natury z nędzy ku pełnej harmonii i pięknu. Zachęca także do teurgii, która jest wspólnotową pracą na rzecz demokratyzacji i socjalistycznego współdzielenia na mocy powszechnego rozpoznania prawdziwej cnoty i doskonałości. Traktuje ona Kościół jako zapowiedź Królestwa i miejsce najpełniejszego urzeczywistnienia się wspólnoty ludzkiej i kosmicznej.

## Wpływy i krytyka
Radykalna ortodoksja cechuje się silnym wpływem greckiego neoplatonizmu, reprezentowanego m.in. przez Jamblicha i Proklosa. Odwołuje się do chrześcijańskich spadkobierców tej tradycji filozoficznej – Orygenesa, Jana Szkota Eriugeny, Mistrza Eckharta oraz Mikołaja z Kuzy oraz do XVII-wiecznej szkoły „platoników z Cambridge” reprezentowanej przez Ralpha Cudwortha i Henry'ego More'a. Milbank argumentuje natomiast przeciw współczesnym myślicielom, takim jak Karl Barth i Hans Urs von Balthasar, którzy opowiadają się za niezależnością filozofii od teologii. Dystansuje się także od Jeana-Luca Mariona, który jego zdaniem, działając pod wpływem Heideggera, błędnie przyznał człowiekowi sferę działania przed przyjęciem Bożego daru. Docenia natomiast teologię Henriego de Lubaca i chrześcijańskich myślicieli nowożytnych takich jak Giambattista Vico, Johann Georg Hamann, Johann Gottfried Herder i Friedrich Jacobi.
Wśród polemistów radykalnej ortodoksji można wskazać na dwie najczęstsze linie krytyki. Jedni z nich wskazują na uchybienia metodologiczne, np. zbyt uproszczone odczytania klasycznych tekstów filozoficznych autorstwa Platona, św. Tomasza czy Kanta. Drudzy odrzucają tak radykalne podporządkowanie filozofii teologii, zaznaczając, że zaburza ono twórczą równowagę pomiędzy tymi dyscyplinami.